# Воля-Ольшова-Парцеле
Воля-Ольшова-Парцеле (пол. Wola Olszowa-Parcele) — село в Польщі, у гміні Любень-Куявський Влоцлавського повіту Куявсько-Поморського воєводства.
Населення — 77 осіб (2011).
У 1975-1998 роках село належало до Влоцлавського воєводства.

## Демографія
Демографічна структура станом на 31 березня 2011 року:
|          | Загалом | Допрацездатний вік | Працездатний вік | Постпрацездатний вік |
| -------- | ------- | ------------------ | ---------------- | -------------------- |
| Чоловіки | 39      | 9                  | 28               | 2                    |
| Жінки    | 38      | 9                  | 20               | 9                    |
| Разом    | 77      | 18                 | 48               | 11                   |